# The Weirdos
The Weirdos est un groupe de punk rock américain, originaire de Los Angeles, en Californie.

## Biographie
Le groupe est formé en 1975 par le chanteur John Denney, et son frère guitariste Dix (fils de l'actrice Nora Denney), sous le nom initial de The Barbies and the Luxurious Adults. The Weirdos est à l'origine un groupe de rock and roll des années 1950, comme les Ramones à New York. Alors qu'ils essayent de s'écarter de la catégorie « punk » créée à New York, le groupe, d'après les dires de John Denney, « en devenait presque de ce punk ROCK N ROLL et c'est ce qu'on a fait parce que les fans le voulaient. On leur a dit 'OK, très bien! On est punk rock, dans le style des Ramones. C'est vous qui voyez. »
En 1990, John Denney liste les Ramones, New York Dolls et Iggy Pop comme inspirations fondamentales. Denney clame que le nom du groupe remonte aux années 1970 et se réfère à la contre-culture des cheveux courts, à l'époque où les cheveux longs était de mode chez les hommes.
Au début de 1977, les Weirdos peuvent enfin jouer dans plusieurs clubs comme le Whisky a Go Go, le Roxy puis The Masque en têtes d'affiche.
Le premier album des Weirdos est un EP 7-inch intitulé Destroy All Music, publié en 1977 au label Bomp! Records. Il est suivi par le  single We Got the Neutron Bomb en 1978, publié au label punk Dangerhouse Records. Plus tard sortent deux autres EP en 1979 et 1980.
The Weirdos se séparent en 1981. Ils se reforment quelque temps plus tard en 1990. Ils publieront leur premier album studio, Condor, publié au label Frontier Records. Une autre réunion s'effectue en 2004 avec le bassiste des Circle Jerks Zander Schloss et le batteur des Skulls Sean Antillon. Les Weirdos reviennent encore une fois, avec les frères Denney brothers, Schloss et le batteur Jeff Friedl (Devo), au Punk Rock Bowling and Music Festival de Las Vegas le 25 mai 2013,, puis à quelques concerts en Californie, à Denver et Austin, et à un concert de Dangerhouse Records Night le 29 novembre 2014 à l'Echoplex de Los Angeles.
En 2016, Bruce Moreland, le bassiste des Weirdos en 1978, rejoint le groupe.

## Discographie
- 1979 : Who? What? When? Where? Why?
- 1980 : Action Design
- 1981 : Warhead
- 1990 : Condor
- 1991 : Weirdie World, Volume One
- 2003 : We Got the Neutron Bomb Weird World Volume Two.
- 2004 : Weirdos 'Live' on Radio